# ماري فون برول
ماري فون برول (بالألمانية: Marie von Clausewitz)‏ (و. 1779 – 1836 م) هي محرِّرة ألمانية، ولدت في وارسو، توفيت في درسدن، عن عمر يناهز 57 عاماً.  كانت زوجة المنظر العسكري كارل فون كلاوزفيتز.